# علي ديرة
علي ديرة (مواليد 2 فبراير 1981) هو لاعب كرة قدم جزائري سابق، لعب كمدافع.

## السيرة
لعب علي ديرة في الرابطة الجزائرية المحترفة الأولى مع نادي نادي شباب أوراس باتنة وشباب عين الفكرون. لعب أيضا لصالح نادي مولودية قسنطينة.

## الأوسمة

### شباب أوراس باتنة
- كأس الجزائر 2009-10